# Serra del Pujolot
La Serra del Pujolot és una serra situada al municipi de Sant Bartomeu del Grau a la comarca d'Osona, amb una elevació màxima de 794 metres.